# Flor de Maria Vega Zapata
Flor de Maria Vega Zapata (...) è un'attivista e avvocata peruviana nota per il suo attivismo contro lo sfruttamento minerario e la deforestazione illegale.

## Biografia

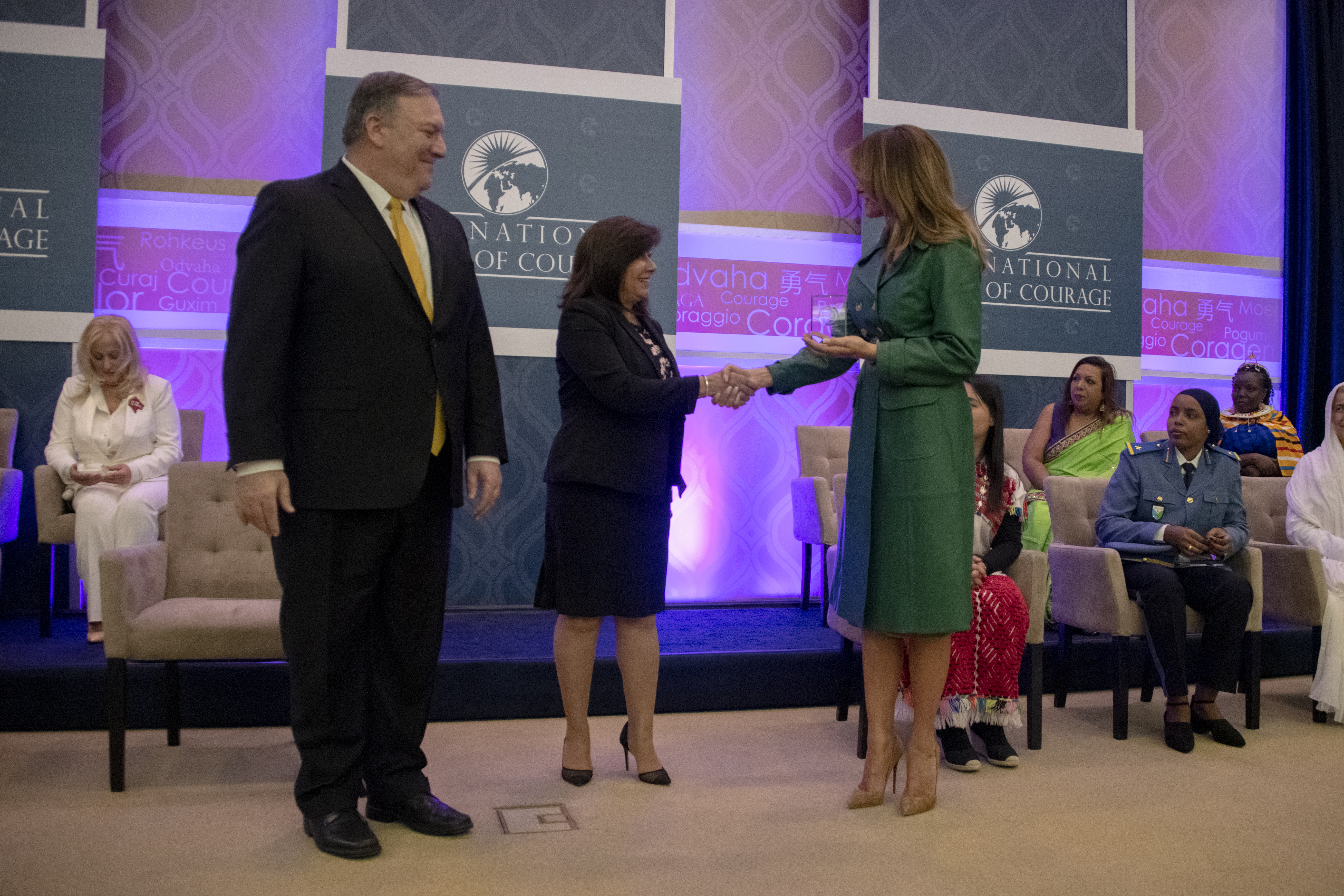
Flor de Maria Vega Zapata riceve l'International Women of Courage Award nel 2019

Flor de Maria Vega Zapata, avvocata, si è laureata nel 1984 presso la Facoltà di Giurisprudenza e Scienze Politiche dell'Università Nazionale Federico Villarreal di Lima e dal 2015 è la massima autorità nella lotta del Ministero pubblico contro i crimini ambientali in flora e fauna.
È il Coordinatore nazionale per i Procuratori Ambientali del Perù e guida una squadra di Pubblici Ministeri, per indagare e perseguire le organizzazioni criminali transnazionali impegnate nelle imprese criminali multimiliardarie di attività minerarie illegali e di disboscamento illegale.

## Attività
Nonostante le minacce delle organizzazioni criminali transnazionali e gli interessi politici ed economici relativi all'estrazione illegale di oro, la signora Vega ha riunito le agenzie di controllo ambientale del Perù per interrompere le attività minerarie illegali, con 500 operazioni contro i minatori illegali nel solo 2016.
I suoi sforzi per addestrare, equipaggiare e guidare la sua squadra di Pubblici Ministeri hanno portato alla prima condanna di casi di miniere illegali nel 2019.
La signora Vega ha guidato il suo gruppo di prosecutori a Iquitos per indagare e sequestrare 1,6 milioni di dollari di legname illegale, la più grande spedizione illegale nella storia del Perù. Il suo lavoro sul caso di disboscamento illegale ha dimostrato di essere un momento spartiacque nella lotta del Perù contro questo crimine.

## Onorificenze e premi
È stata premiata con l'International Women of Courage Award nel 2019.